# Miron (patriarcha Rumunii)
Miron, imię świeckie Elie Cristea (ur. 18 lipca 1868 w Toplița, zm. 6 marca 1939 w Cannes) – patriarcha Rumuńskiego Kościoła Prawosławnego.

## Życiorys
Pochodził z rodziny chłopskiej, rodzina jego matki była związana z obrządkiem greckokatolickim, zaś rodzina ojca z wyznaniem prawosławnym. W 1887 ukończył gimnazjum w Năsăud i zaczął studia w Instytucie Teologicznym w Sybinie. W tym okresie działał w stowarzyszeniu kulturalno-oświatowym Virtus Romana Rediviva.
Po ukończeniu w 1890 studiów w Sybinie, otrzymał stypendium od miejscowego metropolity, które umożliwiło mu kontynuację nauki na Uniwersytecie Budapeszteńskim, na wydziale filologicznym i filozoficznym. W maju 1895 obronił pracę doktorską z zakresu filologii, dotyczącą postaci Mihaia Eminescu. W tym czasie zajmował się także pracą dziennikarską. W latach 1898–1900 pracował jako redaktor rumuńskojęzycznego pisma Telegraful Român, ale ostatecznie wybrał karierę duchowną.
Po powrocie do Sybinu pełnił funkcję sekretarza konsystorza, zaś w czerwcu 1902 wstąpił do klasztoru w Hodosz-Bodrog, przyjmując imię zakonne Miron. Wybrany w listopadzie 1910 przez konsystorz na biskupa, metropolitę Caransebeș został wyświęcony w maju 1910 w Sybinie.
Był jednym z inicjatorów i współtwórców zjednoczenia Siedmiogrodu ze Starym Królestwem, o którym zdecydowało Zgromadzenie Narodowe, zebrane w grudniu 1918 w Alba Iulia. Cristea znalazł się w składzie prezydium Zgromadzenia i był członkiem delegacji siedmiogrodzkiej, która przedłożyła Akt Zjednoczenia królowi Ferdynandowi.
31 grudnia 1919 został wybrany arcybiskupem stołecznej archidiecezji i metropolitą Wołoszczyzny. Do 1925 zajmował się integracją struktur kościelnych Starego Królestwa, Siedmiogrodu i Besarabii. 12 lutego 1925 decyzją parlamentu rumuńskiego metropolia bukareszteńska została podniesiona do rangi patriarchatu, a Święty Synod Kościoła wybrał metropolitę Mirona pierwszym patriarchą.
Wspierał powrót do Rumunii króla Karola II, a kiedy ten wprowadził dyktaturę królewską 10 lutego 1938 – stanął na czele rządu. Sprawował tę funkcję aż do śmierci. W lutym 1939 rozwijająca się choroba serca zmusiła go do pozostania w Cannes, gdzie zmarł dwa tygodnie później. Trumna z ciałem patriarchy została przewieziona z Francji pociągiem do Rumunii, a wierni na wszystkich stacjach w Rumunii oddawali hołd zmarłemu. Doczesne szczątki hierarchy złożono w katedrze patriarchalnej w Bukareszcie.
W 1929 odznaczony Orderem Orła Białego.

## Dzieła
- 1921: România și Vatican (Rumunia i Watykan)
- 1929: Adevăruri istorice asupra întegirii neamului (Prawda historyczna o integracji narodowej)